# Budila
Budila (węg. Bodola) – wieś w Rumunii, w okręgu Braszów, w gminie Budila. W 2011 roku liczyła 4197 mieszkańców.